# Frankenstraße 50 (Stralsund)

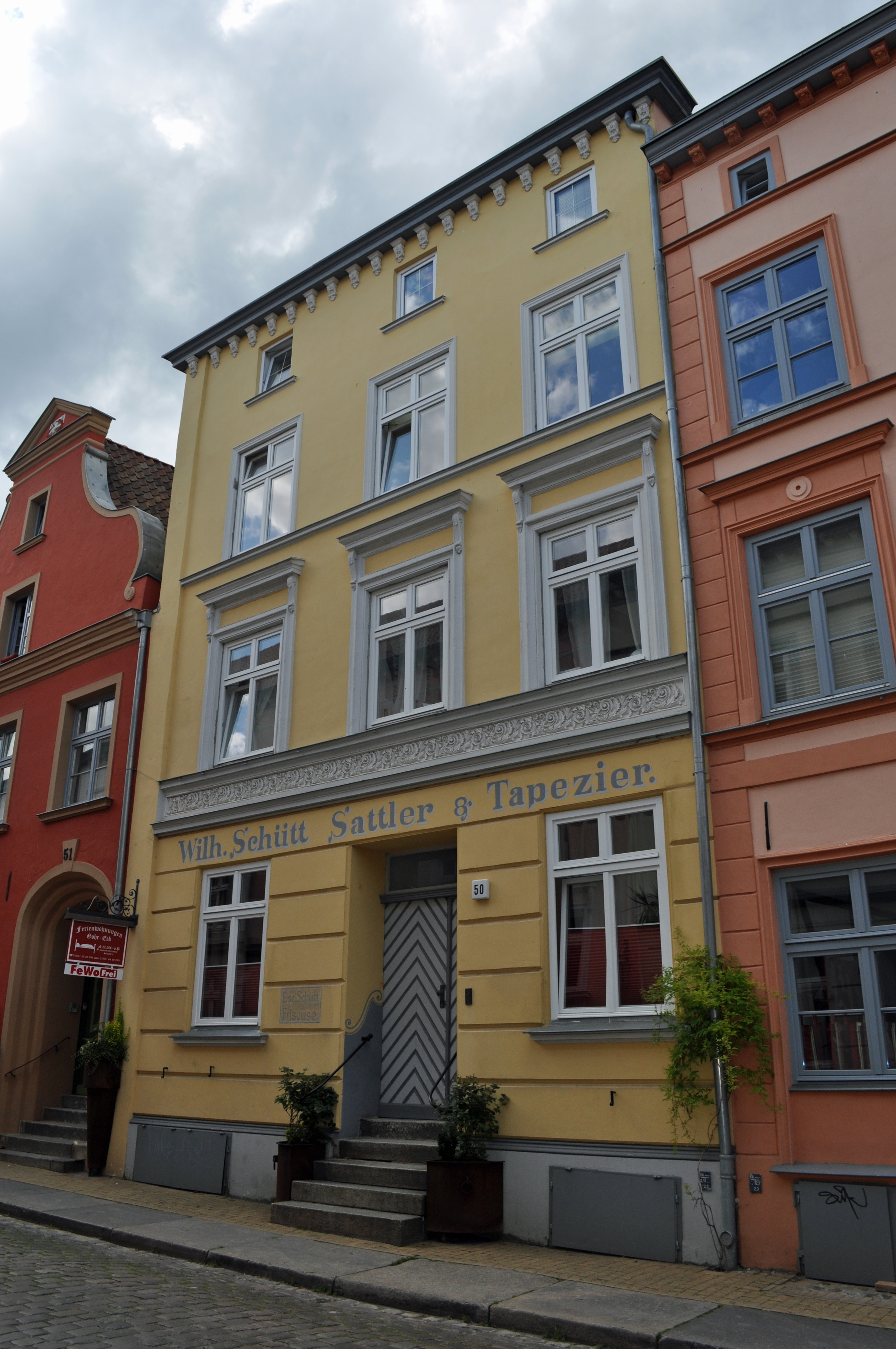
Das Haus Frankenstraße 50 Stralsund (2011)

Das Haus mit der postalischen Adresse Frankenstraße 50 ist ein unter Denkmalschutz stehendes Gebäude in der Frankenstraße in Stralsund.
Das Gebäude wurde in der Mitte des 18. Jahrhunderts als zweigeschossiges Traufenhaus errichtet. Im Jahr 1866 wurden eineinhalb Geschosse aufgesetzt und die Fassade erneuert. Sie weist ein Rankenfries über dem Erdgeschoss auf und die Werbeinschrift „Wilh. Schütt Sattler & Tapezier.“. Fünf Stufen führen zu der original erhaltenen Haustür.
Das Haus liegt im Kerngebiet des von der UNESCO als Weltkulturerbe anerkannten Stadtgebietes des Kulturgutes „Historische Altstädte Stralsund und Wismar“. In die Liste der Baudenkmale in Stralsund aus dem Jahr 1997 ist es mit der Nummer 245 eingetragen.